# 史密斯威森M14左輪手槍
史密斯威森K-38瞄準傑作型M14（英語：Smith & Wesson Model K-38 Target Masterpiece Revolver Model 14）是一款由美国槍械公司史密斯威森專為軍隊和警隊使用而研製及生產的6發式“K型底把”雙動操作式左輪手槍，發射.38 S&W特種彈口徑手枪子彈。K型底把比原來的N型底把.357口徑（通常都是指史密斯威森M27）稍為細小和輕盈。

## 歷史
1947年，該槍首度生產，最初稱為K-38瞄準傑作型；直到1957年，史密斯威森將所有旗下左輪手槍都指定了數字型號以後，將其更名為Model（型號）14（即「14型」）。 它與開創性質的史密斯威森M10（“Military and Police”，即「軍警型」）左輪手槍採用相同的中型底把（K底把）所構建 。1960年代和1970年代初期，K-38型號獲授權在洛杉矶警察局執勤。

## 概述
史密斯威森M14發射.38 S&W特種彈，大多數裝配了6英寸（152.4毫米）或83⁄8英吋（212.725毫米）的槍管。僅有一小批使用4英寸（101.6毫米）的槍管製成，而製有5英寸（127毫米）的槍管的該槍則更少。

## 衍生型
M14傑作單動型（英語：Model 14 Masterpiece Single-Action）於1961年和1962年上市。它裝有6英寸（152.4毫米）槍管，並且以純單動操作扳機作用。除此以外，它與其他的M14相同。
史密斯威森還將M14置於其“經典”系列當中推出。此後雖不再提供鍍镍版本，但烤藍钢製版本仍可獲取。除了表面處理以外，該左輪手槍所用的6英寸（152.4毫米）槍管、固定型帕特里奇（Patridge）準星、可微調式照門和木質握把都相同。

## 使用國
- 阿富汗
- 阿尔及利亚
- 安哥拉
- 奥地利
- 比利时
- 玻利维亚
- 巴西
- 柬埔寨
- 加拿大
- 哥伦比亚
- 古巴
- 刚果民主共和国
- 埃及
- 薩爾瓦多
- 芬兰
- 法國[5]
- 加彭
- 德国
- 希腊
- 冰島
- 印度
- 日本
- 科威特
- 黎巴嫩
- 利比里亚
- 马达加斯加
- 馬爾他
- 墨西哥
- 摩洛哥
- 莫桑比克
- 緬甸
- 纳米比亚
- 尼泊尔
- 新西兰
- 阿曼
- 巴基斯坦
- 巴拉圭
- 波蘭
- 葡萄牙
- 羅馬尼亞
- 俄羅斯
- 聖多美和普林西比
- [6]
- 苏丹
- 臺灣
- 泰國
- 多哥
- 突尼西亞
- 乌干达
- 英国
- 美国
- 委內瑞拉
- 越南
- 辛巴威

## 資料來源
1. ↑  .   [2019-12-03]. （原始内容存档于2013-09-21）.
2. ↑  .   [2019-12-03]. （原始内容存档于2020-12-04）.
3. ↑  .   [2019-12-03]. （原始内容存档于2016-03-06）.
4. ↑  .   [2019-12-03]. （原始内容存档于2016-09-20）.
5. ↑  French, Duncan. . Cambridge: Cambridge University Press. 2013: 26  [2019-12-03]. ISBN 978-1107311275. （原始内容存档于2020-06-14）. The population on the islands of Formosa and the Pescadores is governed by an effective government to the exclusion of others, but Taiwan is not generally considered a state.
6. ↑  .   [2019-12-03]. （原始内容存档于2014-05-08）.

## 外部連結
- （英文）—Modern Firearms—Smith & Wesson "Military and Police" M10 and other K-frame revolvers
- （英文）—Handguns Magazine.com—Smith & Wesson Model 14 （页面存档备份，存于）